# Distrito electoral federal 20 del estado de México
El XX Distrito Electoral Federal del Estado de México es uno de los 300 distritos electorales en los que se encuentra dividido el territorio de México para la elección de diputados federales y uno de los 40 en los que se divide el Estado de México. Su cabecera distrital es la localidad de Ojo de Agua en el Municipio de Tecámac.
El Distrito XX se encuentra al norte del Valle de México. Desde 2022 el distrito electoral está conformado por los municipios de Jaltenco, Nextlalpan, Tonanitla y la región sur del municipio de Tecámac, la región norte del municipio pertenece al Distrito V. Lo conforman 158 secciones electorales.
Tras la distritación nacional 2021-2023 llevada a cabo por el Instituto Nacional Electoral el territorio del distrito electoral federal cambió de región, ocupando el territorio del Distrito XLI, que fue suprimido tras esa distritación.

## Distritaciones anteriores

### Distritación 1996 - 2005
Entre 1996 a 2005 el territorio del Distrito XX fue integrado por la región norte del Municipio de Nezahualcóyotl, lo conformaban localidades como Valle de Aragón primera y segunda sección, Bosque de Aragón y la colonia El Sol. Su cabecera distrital era Valle de Aragón.
El distrito electoral fue creado tras la Reforma política de 1977 que amplió de 237 a 300 los diputados miembros de la Cámara de Diputados. 

### Distritación 2005 - 2017
Entre 2005 y 2017 en territorio del distrito electoral federal permaneció sin mayores cambios respecto a la distritación anterior. Al distrito electoral se incorporó la colonia Estado de México. Su cabecera distrital era Valle de Aragón.

### Distritación 2017 - 2022
Tras la distritación electoral nacional de 2014-2017 llevada a cabo por el Instituto Nacional Electoral el territorio del distrito electoral federal permaneció sin mayores cambios, solo se integraron al distrito electoral las colonias Maravillas y Juárez Pantitlán. Su cabecera distrital era Ciudad Nezahualcóyotl.

## Diputados por el distrito
| Legislatura | Periodo                                       | Diputado                       | Grupo parlamentario                  |
| ----------- | --------------------------------------------- | ------------------------------ | ------------------------------------ |
| LI          | 1 de septiembre de 1979-31 de agosto de 1982  | José Antonio Rivas Roa         | Partido Revolucionario Institucional |
| LII         | 1 de septiembre de 1982-31 de agosto de 1985  | José Ruiz González             | Partido Revolucionario Institucional |
| LIII        | 1 de septiembre de 1985-31 de agosto de 1988  | Serafín Roa Cortés             | Partido Revolucionario Institucional |
| LIV         | 1 de septiembre de 1988-31 de octubre de 1991 | Mario Galicia Vargas           |                                      |
| LV          | 1 de noviembre de 1991-31 de octubre de 1994  | Roberto Soto Prieto            | Partido Revolucionario Institucional |
| LVI         | 1 de noviembre de 1994-31 de agosto de 1997   | Roberto Flores González        | Partido Revolucionario Institucional |
| LVII        | 1 de septiembre de 1997-29 de abril de 2000   | José Luis Sánchez Campos       | Partido de la Revolución Democrática |
| LVII        | 29 de abril de 2000-5 de julio de 2000        | Vacante                        | Partido de la Revolución Democrática |
| LVII        | 5 de julio de 2000-31 de agosto de 2000       | José Luis Sánchez Campos       | Partido de la Revolución Democrática |
| LVIII       | 1 de septiembre de 2000-6 de enero de 2003    | Lionel Funes Díaz              | Partido Acción Nacional              |
| LVIII       | 6 de enero de 2003-14 de marzo de 2003        | Vacante                        | Partido Acción Nacional              |
| LVIII       | 14 de marzo de 2003-31 de julio de 2003       | Lionel Funes Díaz              | Partido Acción Nacional              |
| LIX         | 1 de septiembre de 2003-31 de agosto de 2006  | José Luis Naranjo y Quintana   | Partido de la Revolución Democrática |
| LX          | 1 de septiembre de 2006-31 de agosto de 2009  | Martín Zepeda Hernández        | Partido de la Revolución Democrática |
| LXI         | 1 de septiembre de 2009-1 de abril de 2012    | Jesús Ricardo Enríquez Fuentes | Partido Revolucionario Institucional |
| LXI         | 1 de abril de 2012-16 de abril de 2012        | Vacante                        | Partido Revolucionario Institucional |
| LXI         | 16 de abril de 2012-30 de abril de 2012       | Jesús Ricardo Enríquez Fuentes | Partido Revolucionario Institucional |
| LXI         | 30 de abril de 2012-2 de julio de 2012        | Martha Patricia Bernal Díaz    | Partido Revolucionario Institucional |
| LXI         | 2 de julio de 2012-16 de julio de 2012        | Jesús Ricardo Enríquez Fuentes | Partido Revolucionario Institucional |
| LXI         | 16 de julio de 2012-31 de agosto de 2012      | Vacante                        | Partido Revolucionario Institucional |
| LXII        | 1 de septiembre de 2012-8 de marzo de 2015    | Joaquina Navarrete Contreras   | Partido de la Revolución Democrática |
| LXII        | 10 de marzo de 2015-9 de junio de 2015        | Alejandra Gutu Deskens         | Partido de la Revolución Democrática |
| LXII        | 9 de junio de 2015-31 de agosto de 2015       | Joaquina Navarrete Contreras   | Partido de la Revolución Democrática |
| LXIII       | 1 de septiembre de 2015-30 de marzo de 2018   | José Santiago López            | Partido de la Revolución Democrática |
| LXIII       | 3 de abril de 2018-2 de julio de 2018         | Eduardo Villafuerte García     | Partido de la Revolución Democrática |
| LXIII       | 2 de julio de 2018-31 de agosto de 2018       | José Santiago López            | Partido de la Revolución Democrática |
| LXIV        | 1 de septiembre de 2018-31 de agosto de 2021  | Juan Pablo Sánchez Rodríguez   | Movimiento Regeneración Nacional     |
| LXV         | 1 de septiembre de 2021-31 de agosto de 2024  | Juan Pablo Sánchez Rodríguez   | Movimiento Regeneración Nacional     |
| LXVI        | 1 de septiembre de 2024-                      | Montserrat Ruiz Páez           | Movimiento Regeneración Nacional     |

## Resultados electorales

### Elecciones de 2024
|  | 57.90 % |

|  | 29.76 % |

|  | 10.18 % |

|  | 0.05 % |

|  | 2.11 % |

|  | 100.0 % |

|  | 67.20 % |

### Elecciones de 2021
|  | 40.13 % |

|  | 31.53 % |

|  | 19.38 % |

|  | 1.97 % |

|  | 1.23 % |

|  | 1.18 % |

|  | 1.13 % |

|  | 0.55 % |

|  | 0.07 % |

|  | 2.83 % |

|  | 100.00 % |

|  | 52.65 % |

### Elecciones de 2018
|  | 50.23 % |

|  | 28.77 % |

|  | 18.17 % |

|  | 0.05 % |

|  | 2.78 % |

|  | 100.00 % |

|  | 67.47 % |